# St. Kilian (Pülfringen)

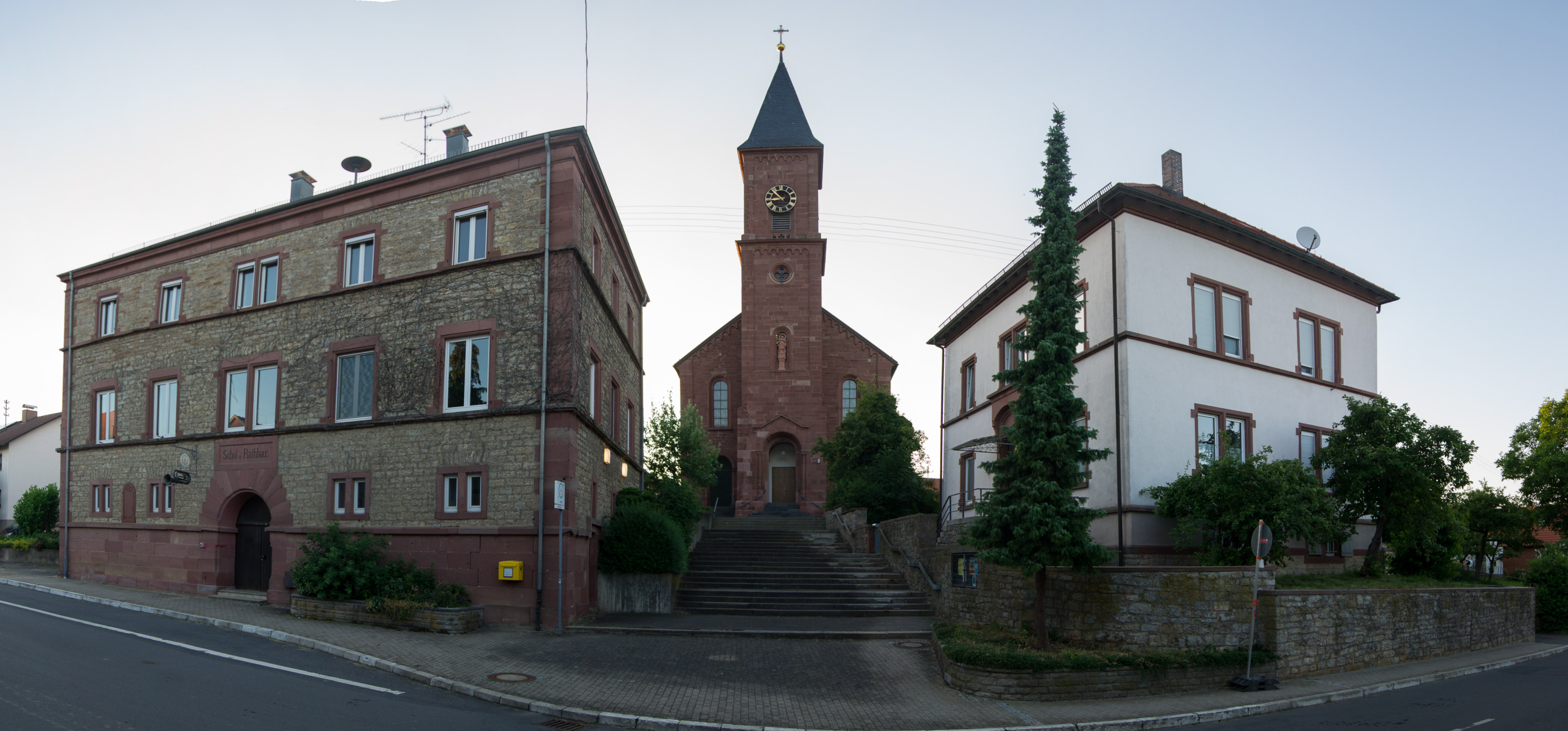
Südseite von St. Kilian mit alten Rathaus (links) und Pfarrhaus (rechts)

Die römisch-katholische Pfarrkirche St. Kilian in Pülfringen, einem Ortsteil von Königheim im Main-Tauber-Kreis, wurde 1846 erstmals erwähnt und ist dem Hl. Kilian geweiht.

## Geschichte

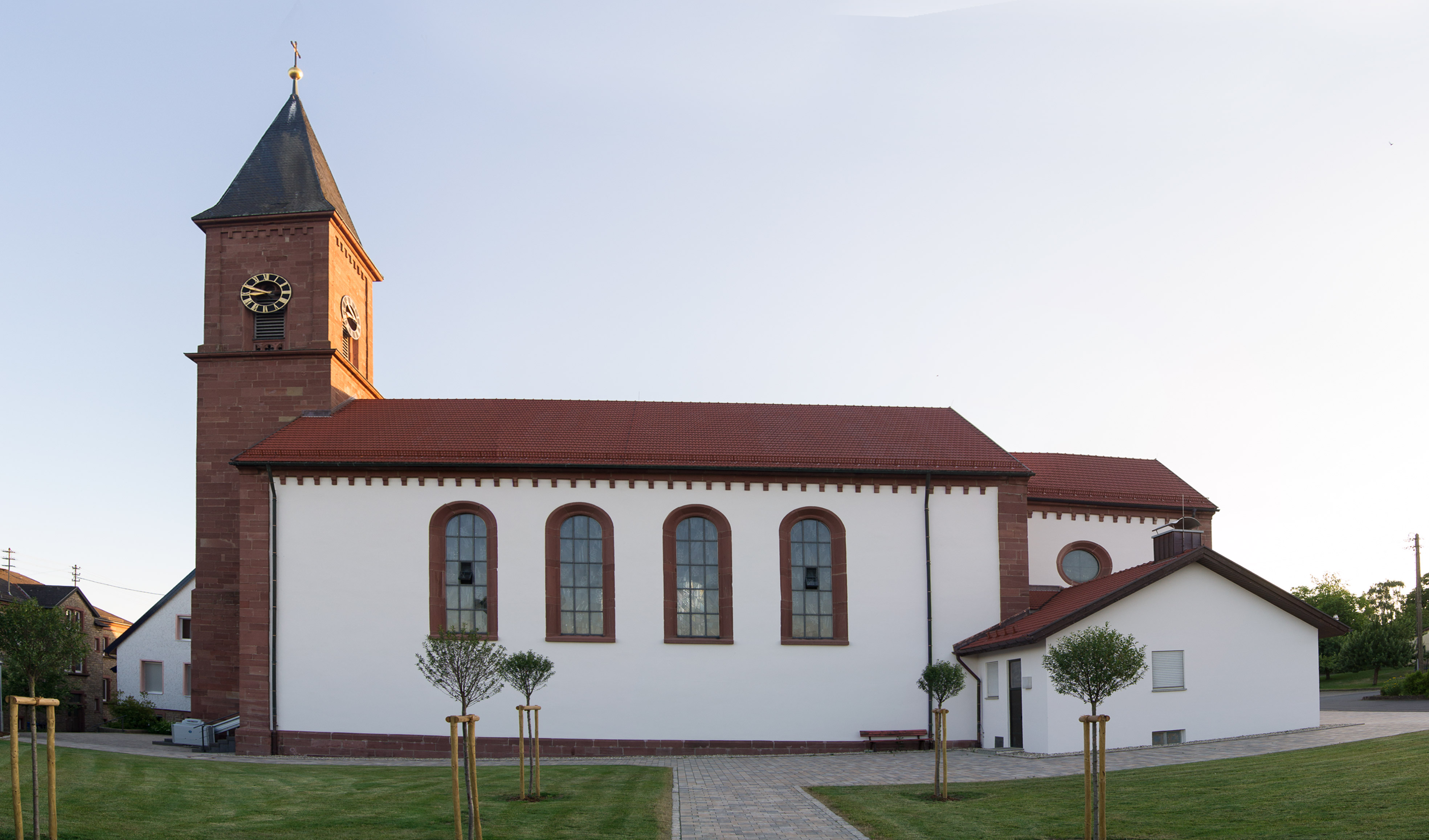
Ostseite von St. Kilian

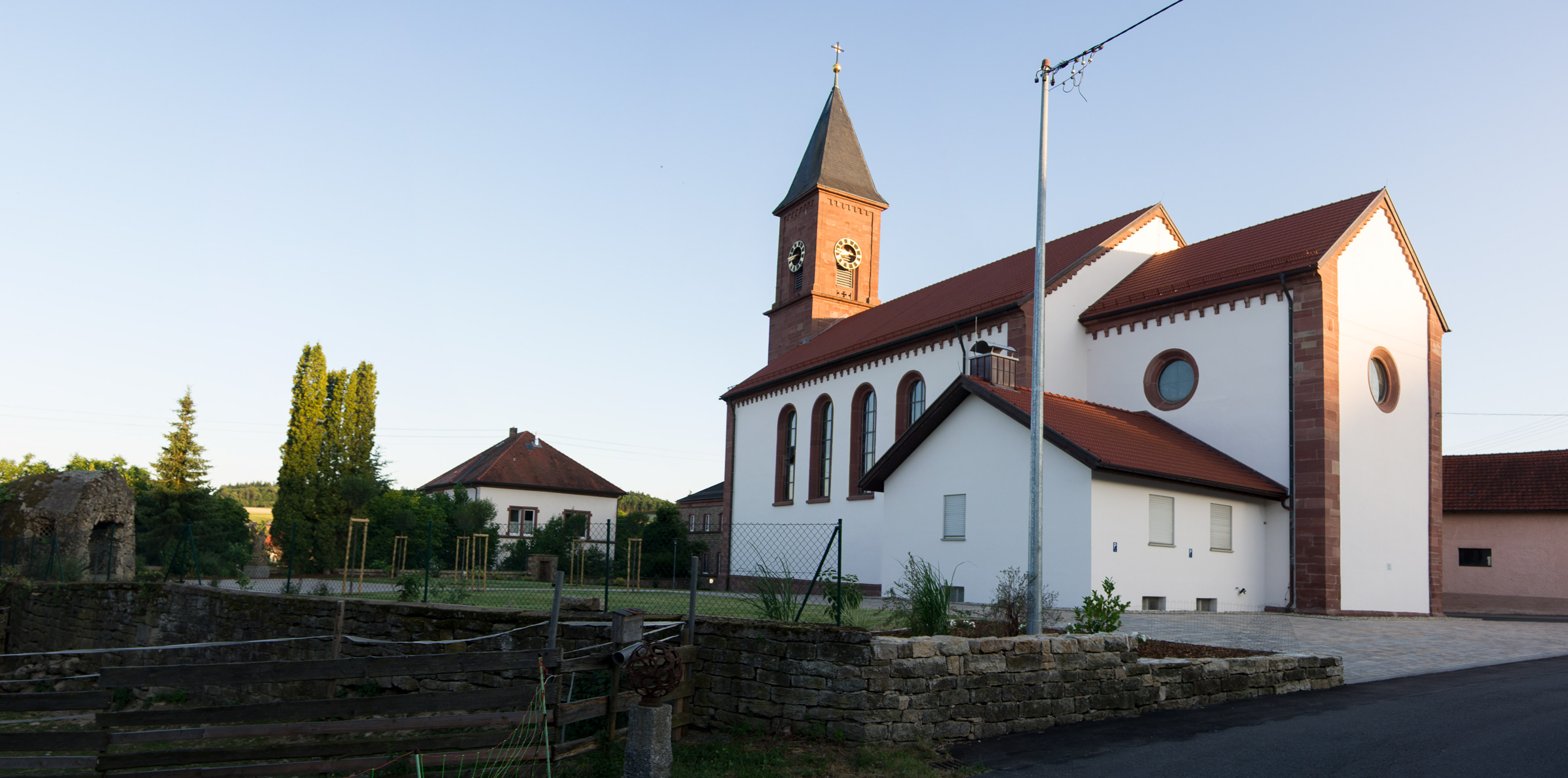
Ostseite von St. Kilian mit Mariengrotte links

### Geschichte der Kilianskirche
Im Jahre 1846 wurde die Kilianskirche erstmals urkundlich erwähnt.
Die Pfarrkirche St. Kilian gehört zur Seelsorgeeinheit Königheim, die dem Dekanat Tauberbischofsheim des Erzbistums Freiburg zugeordnet ist.

### Ehemalige Filialkirche in Brehmen
Die gleichnamige Kirche St. Kilian im benachbarten Königheimer Teilort Brehmen war seit 1756 eine Filialkirche der Pülfringer Kilianskirche. Heute ist sie eine Filiale der Königheimer Martinskirche.

## Kirchenbau und Ausstattung

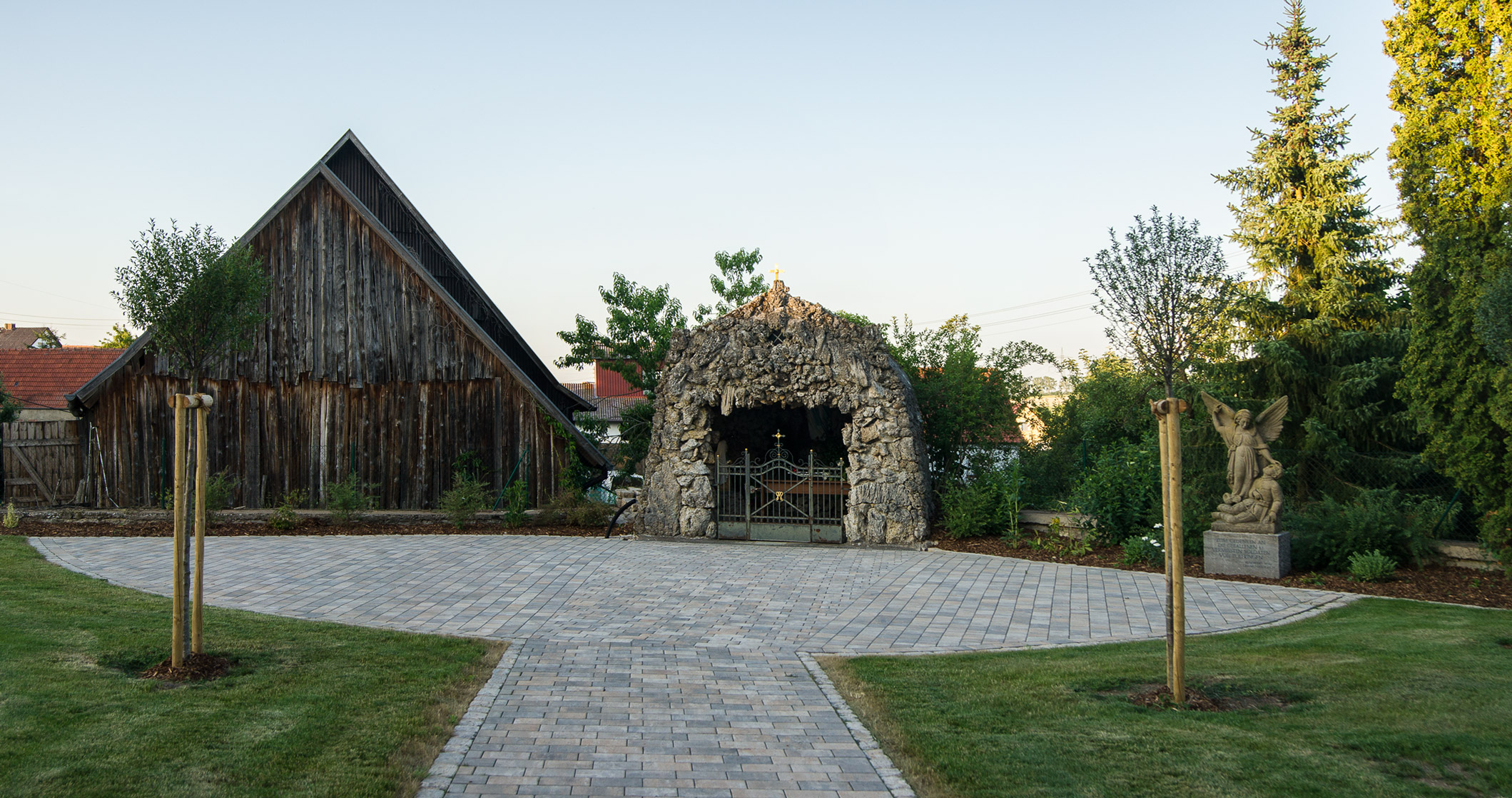
Mariengrotte neben St. Kilian

Die Kilianskirche wurde im neuromanischen Baustil errichtet. Die Ausstattung ist überwiegend modern.

## Mariengrotte
Auf der Ostseite des Kirchengebäudes befindet sich ein größerer Platz mit einer Mariengrotte.